# Браунелл, Кёртис
Кёртис Браунелл (англ. Kurtis Brownell, настоящее имя Курт; 27 февраля 1908, Уиннетка, штат Иллинойс — 20 октября 1935, Оклахома-Сити) — американский оперный певец (тенор).
Сын американца и датчанки. В детстве пел в хоре в Чикаго, затем учился в Джульярдской школе у Фрэнсиса Роджерса и в Американской консерватории в Фонтенбло у Эстаза Тома-Салиньяка. В 1931 году стал одним из четырёх победителей Наумбурговского конкурса молодых исполнителей (при 223 участниках конкурса); как лауреат дебютировал 26 января 1932 года с сольным концертом в Таун-холле, собрав разнообразную программу песен и арий от Генделя до Коуэна.
Поступив в труппу Нью-Йоркской Опера Комик, гастролировал с ней по всей стране. Одновременно выступал как концертный исполнитель в рамках гастрольных туров Национальной музыкальной лиги. Весной 1935 года заменил заболевшего Ричарда Крукса в третьем акте «Нюрнбергских мейстерзингеров» Рихарда Вагнера, представленном на сцене Метрополитен-оперы в юбилейном концерте к 50-летию творческой деятельности Вальтера Дамроша.
Получил смертельные ранения в автомобильной аварии, направляясь в город Оклахома-Сити для гастрольного выступления вместе со своей женой и аккомпаниатором Мэриан Браунелл (урождённой Калайджан) и напарницей по концерту певицей Джозефиной Антуан.